# لشکر ۹ زرهی (بریتانیا)
لشکر ۹ زرهی (انگلیسی: 9th Armoured Division) لشکر زرهی نیروی زمینی بریتانیا بود، که در سال ۱۹۴۰ تأسیس شد و در سال ۱۹۴۴ منحل گردید.
لشکر ۹ زرهی هرگز در طول جنگ به عنوان یک لشکر کامل به خدمت فعال درنیامد، اگر چه تیپ ۲۷ زرهی آن در نبرد نرماندی و شمال غربی اروپا در سال ۱۹۴۴ جنگید.